# Paraje

Paraje, qui peut se traduire en français par « endroit » ou « contrée » voire « lieu-dit », est un terme utilisé par les peuples hispanophones pour désigner un point géographique d'une province ou d'un État qui peut être habité ou non, et qui compte généralement des colons éparpillés dans une zone rurale.

## Description
Un paraje peut être une ville, un village ou simplement une zone particulière accueillant des voyageurs ou des touristes. Les parajes sont généralement séparés les uns des autres par des distances qui varient en fonction de la géographie du lieu, et disposent pour la plupart d'eau en abondance pour les habitants. Les paraje sont pris en compte par les organismes de recensement (comme c'est le cas de l'Indec en Argentine) car leurs populations sont épars,.

## Justice
La jurisprudence dictée par le pouvoir judiciaire mexicain utilise, dans le cadre de la thèse isolée dictée par le Deuxième Tribunal Collégial en Matière Pénale du Sixième Circuit, le terme pour définir le délit d'agression : 

« Pour que le délit d'agression existe, il faut, entre autres éléments, que les faits se déroulent dans une zone non habitée ou dans un lieu solitaire, ce dernier étant entendu comme un lieu situé dans une ville ou une zone non habitée, mais qu'en raison de l'heure à laquelle les faits se déroulent, le sujet passif ne puisse pas demander de l'aide et l'obtenir, en raison de l'absence de personnes. »